# Ferrari F80
O Ferrari F80 (Tipo F250)  é um carro esportivo híbrido de motor central de produção limitada, construído pelo fabricante de automóveis italiano Ferrari. Projetado e nomeado para comemorar o 80º aniversário da empresa, ele serve como sucessor do LaFerrari.

## Design
O design do F80 foi inspirado no F40, que comemorou o 40º aniversário da Ferrari, e no Ferrari Daytona SP3. Certos elementos de estilo, especificamente a faixa preta no capô, foram inspirados na Ferrari 365 GTB/4 Daytona, semelhante à Ferrari 12Cilindri.

## Especificações

### Motor e transmissão
O F80 usa um trem de força híbrido, consistindo de um motor a gasolina Tipo F163 CF V6 de 3,0 L biturbo, derivado do Ferrari 499P, e três motores elétricos. Separadamente, o motor a gasolina produz 900 PS (662 kW; 888 hp) enquanto os três motores elétricos produzem 300 PS (221 kW; 296 hp); combinados, eles produzem 1,200 PS (883 kW; 1,184 hp).

## Produção

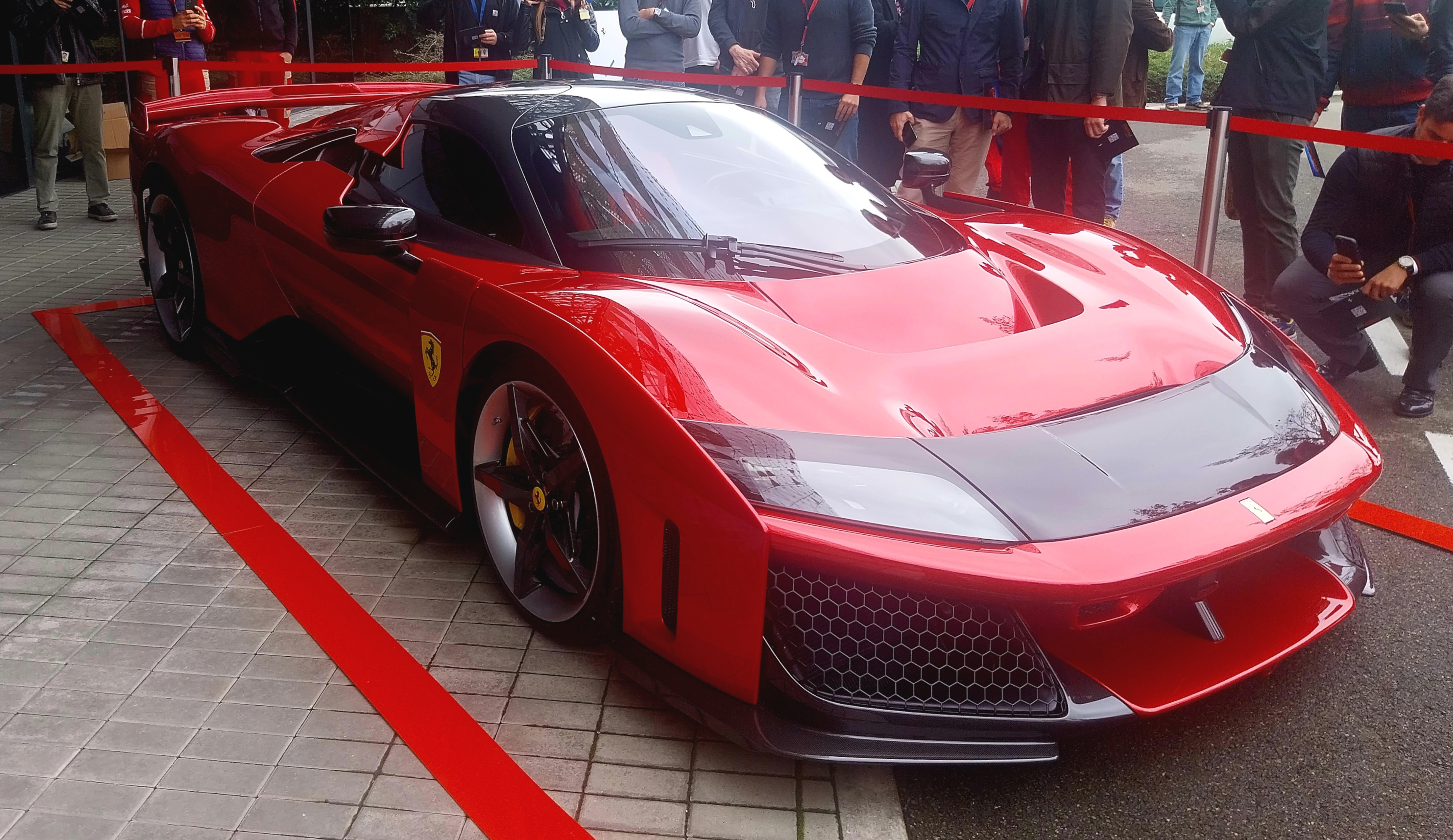
Ferrari F80 em exposição na fábrica da Ferrari em Maranello (em frente ao Centro Stile)

A Ferrari F80 foi revelada em 17 de outubro de 2024.
A Ferrari afirma que a produção começará em 2025 e terminará em 2027. Apenas 799 unidades serão construídas, todas já reservadas pelos clientes, com preço aproximado de US$ 3,9 milhões (€ 3,6 milhões).